# جنك (سفينة)

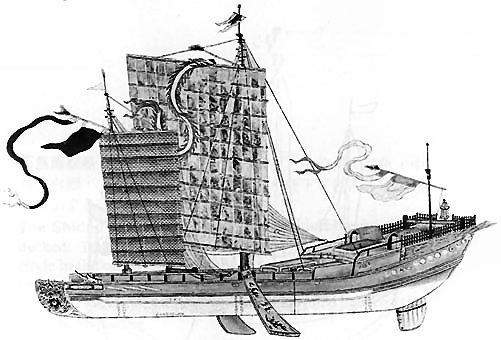
سفينة ينك من القرن الثالث عشر، أسرة سونغ

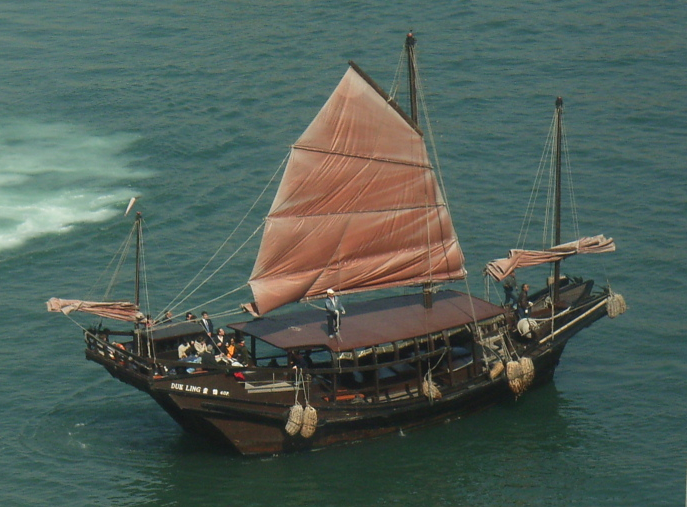
سفينة ينك حديثة في هونغ كونغ

الجنك (ج جنوك) أو الينك هو تصميم صيني قديم للسفن الشراعية لا يزال مستخدمًا حتى اليوم. وربما تكون سفن الينك تطورت من أطواف الخيزران الأولية ذات المؤخرة العالية للقارب. وتُظهر رسومات جدران كهف كروماجنون، الموجود على ساحل الهند الصينية، سفن مزدوجة البدن تشبه سفن الينك. وتم تطوير الينك أثناء حكم أسرة هان (206 قبل الميلاد–220 ميلادية) وكانت تُستَخدم كسفن عابرة للبحار في وقتٍ مبكر يعود للقرن الثاني الميلادي. وتطورت الينك في الأسر اللاحقة، وكانت تُستخدم في كل مكان من آسيا للرحلات الطويلة في المحيط. وكانت السفن، ولازالت ولكن بأعدادٍ أقل، في كل مكان من جنوب شرق آسيا والهند، وبشكلٍ أساسي في الصين، وربما أكثر مواقعها شهرةً هو هونغ كونغ. وبشكلٍ أوسع، يتواجد اليوم عدد متزايد من المراكب الشراعية الترفيهية الحديثة المجهزة على شكل سفن الينك.
وقد يُستخدم مصطلح الينك ليشمل أنواعًا عديدة من المراكب—عابرة المحيطات، وحاملة البضائع، وقوارب المتعة، والمنازل العائمة. وتختلف أحجامها اختلافًا كبيرًا، إضافةً إلى اختلافاتٍ جوهرية في نوع التجهيزات. في منظور الحضارة الغربية، تبدو كل هذه الأنواع متشابهة بسبب اشتراكها في سماتٍ جوهرية واحدة ألا وهي الأشرعة المُعَرقة بالكامل.

## أصل الكلمة
يُشتق أصل المصطلح من الكلمة الصينية chuán 船، «مركب؛ أو سفينة»، وأيضًا يستند على ويُلفظ [dzu:ŋ] ((بي-ويه-جي: chûn)) بلهجة مين نان (閩南語)، أو zhōu 舟 舟، وهي الكلمة المستخدمة قديمًا لوصف المراكب الشراعية. ودخلت الكلمة اللغة الإنجليزية في القرن السابع عشر من كلمة junco البرتغالية الواردة من كلمة اللغة الجاوية  djong. والكلمة الصينية الحديثة المستخدمة لوصف سفينة عابرة للمحيطات هي cáo 艚..

## التصميم
كانت الينك سفن قوية وذات كفاءة، أبحرت لمسافاتٍ طويلة، في أوقاتٍ مبكرة تعود حتى القرن الثاني الميلادي. وتضمنت الينك العديد من التطورات التقنية في مخطط الشراع، وتصميم البدن، وهي التطورات التي تم تبنيها لاحقًا في صناعة بناء السفن الغربية.
واعتبر المؤرخ إتش وارنجتون سميث (H. Warington Smyth) تصميم الينك أحد أكثر تصاميم السفن كفاءة، قائلاً: «بالنظر إلى أي محرك لنقل الإنسان وتجارته على البحار العالية الهائجة، وعلى الطرق المائية الداخلية كذلك، فلا يتضح أي نوع من السفن أفضل أو أكثر تكيفًا مع الغرض، مثل الينك الصيني أو الهندي، ومن المؤكد أنه من حيث تَسّطح الشراع وبراعة تصميمه، فتجهيزات السفن الصينية غير مسبوقة».

### تصميم الشراع

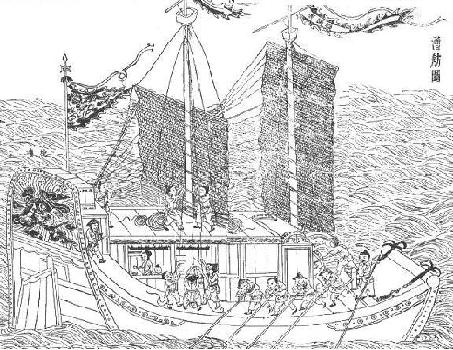
سفينة ينك صينية بصاريتين، من تشنونج كايوا من سونغ ينغ زنغ، نُشرت عام 1637.

وتجعل بنية ومرونة تجهيزات الينك إبحار الينك أمرًا سهلاً وسريعًا. وعلى عكس السفن مربعة التجهيزات، فأشرعة الينك من الممكن أن تتحرك للداخل، تجاه محور السفينة الطويل، مما يسمح للينك بالإبحار في مهب الريح.
وتحتوي الأشرعة على عدة أجزاء أفقية، تسمى «العروق الخشبية»، وهي التي توفر الشكل والقوة. ويتم التحكم في أشرعة الينك من حافتها التابعة خلال حبال، بشكلٍ مُشابه لطريقة التحكم في الشراع الرئيسي للمراكب الشراعية التقليدية، ولكن لكل عرق خشبي في شراع الينك حبل متصل بحافة الشراع التابعة له، بينما هناك حبل واحد (الصحيفة) متصل بذراع التطويل على المراكب الشراعية التقليدية. ويمكن أيضًا طي أو تعديل الشراع بسهولة للامتلاء، ولاستيعاب مختلف قوى الرياح. وتجعل أيضًا العوارض الخشبية الشراع أكثر مقاومة من الأشرعة التقليدية للتمزقات الكبيرة، بما أن التمزق يكون غالبًا محدودًا بـ"صفيحة» واحدة بين العوراض. وللأشرعة في الصين الجنوبية انحناء، خاصةً تجاه المقدمة، على غرار شراع العروة المتوازن النموذجي. والعيب الرئيسي في شراع الينك هو وزنه الثقيل، الذي يسببه ثقل العوارض الخشبية الستة كاملة الطول. ومع ارتفاع الوزن فوق ظهر السفينة وعدم وجود عارضة رئيسية عريضة، فعُرف عن سفن الينك الانقلاب عندما تكون خفيفة الحمولة، بسبب ارتفاع مركز الثقل بها. والعارضة الخشبية العليا أثقل، وتشبه الرمح. ولأشرعة الينك الكثير من القواسم المشتركة مع أغلب الأشرعة الأكثر كفاءة وديناميكية هوائية المُستخدمة اليوم في الزلاجات الشراعية أو أطواف الكاتاماران.
ولا يتوافرتجهيز للقارب بشكل أساسي.
وينتشر مخطط الشراع بين العديد من الصواري، مما يسمح بقوة السطح الشراعي، مع مركز جهد منخفض مما يقلل من لحظات الانقلاب. وتسمح تجهيزات الينك بالإبحار الجيد في مهب الريح (حوالي 100 درجة) مقارنة بالتجهيزات المربعة (حوالي 130 درجة). ويمكن عادة لسفينة ينك أن تُبحر 30 درجة أقرب للريح من سفينة تقليدية مربعة التجهيزات.

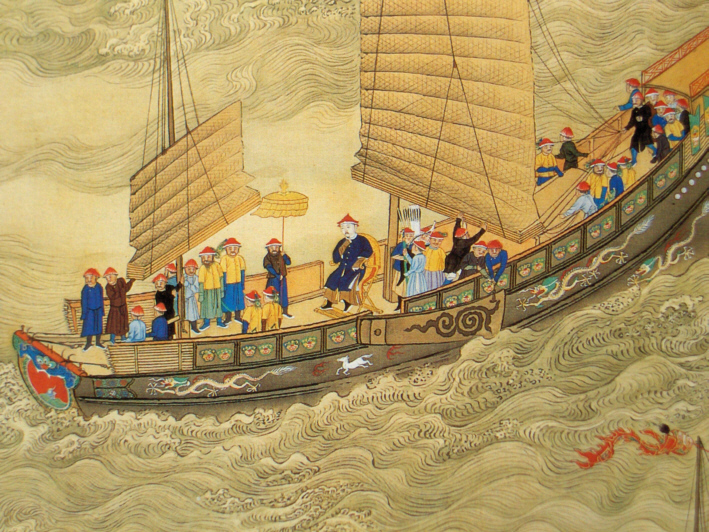

الإمبراطور كانغ شي (حكم. 1654–1722) في جولة، يجلس في مكان بارز على سطح سفينة ينك.
ورُفعت الأعلام من الصواري لجلب الحظ والنساء للبحارة. وهناك أسطورة كانت مُتداولة بين الصينيين وقت ذروة سفن الينك عن تنين يعيش في السُحُب. وقد قيل إن التنين يَصنع الأعاصير والعواصف عندما يغضب. وقيل أيضًا أن الأعلام الزاهية، والكتابات الصينية عليها، تُرضي التنين. واللون الأحمر كان أفضل الألوان، حيث إنه يُحفز التنين على مساعدة البحارة.

### تصميم هيكل السفينة
كانت سفن الينك التقليدية تُصنع من الأخشاب اللينة (بالرغم من أنها كانت تُصنع من خشب الساج في قوانغدونغ) مع بناء الشكل الخارجي أولاً. وبعد ذلك المقصورة/الحواجز الداخلية، والوصول إليها يتم من قِبل منافذ وسلالم منفصلة، ويُذكر أن بنيتها الداخلية كانت تُبني من الخيزران. وكان لهيكل السفينة، تقليديًا، مؤخرة على شكل حدوة حصان، تدعم سطح مؤخر السفينة العالي. والقاع يكون مسطحًا في ينك الأنهار بدون عارضة (مشابه لزورق السمبان)، بحيث يعتمد القارب على العارضة الخنجرية، أو عارضة الرياح أو دفة كبيرة جدًا للحيلولة دون انزلاق السفينة جانبيًا في الماء. ولسفن الينك العابرة للمحيطات هيكل مقوس جزئيًا، مع زيادة معدل التقوس تجاه الجوانب العلوية. والألواح الخشبية مُسمرة على الحافة بشكل قطري. وتم انتشال مسامير حديدية أو أشواك حديدية من موقع حفر في كانتون، يرجع تاريخها إلى حوالي عام 221 قبل الميلاد. واستخدم الصينيون مزيجًا من الجير الأرضي مع زيت تونغ مع القنب المفروم من شباك الصيد القديمة لسد الشقوق، وكان المزيج يتصلب في 18 ساعة. ولسفن الينك خطوط مائية أضيق، وهو ما يتمثل في سرعتها في الظروف المعتدلة. وأكبر سفن الينك، وهي سفن الكنز بقيادة تشنغ خه، التي بُنيت لاستكشاف العالم في القرن الخامس عشر، ووفقًا لبعض التأويلات، ربما كانت بطول 120 متر (390 قدم) أو أطول، استنادًا إلى حجم الدفة التي تم العثور عليها.

#### الدفات
استخدمت سفن الينك دفات محمولة على مؤخرة السفينة قبل تبني هذه الطريقة في الغرب بقرون، رغم أن أصل، وشكل وهيكل الدفة كان مختلفًا بالكامل. وسمح هذا الابتكار بتوجيه سفن أكبر، التي بها مسافة أكبر بين الماء وسطح السفينة، وسمح تصميمها المتوازن بتعديل الارتفاع طبقًا لعمق المياه أو للرسو. ويمكن أن يكون لسفن الينك الكبيرة دفة تحتاج إلى ما يصل إلى ثلاثة أفراد من الطاقم للتحكم بها أثناء الأجواء العاصفة. ويتم تقليل دفة الرياح باستخدام عارضة الرياح أو عارضة خنجرية. وأقدم رسم في العالم لدفة محمولة على مؤخرة سفينة يمكن العثور عليه على نموذج خزفي لسفينة ينك، يعود تاريخه إلى ما قبل القرن الأول الميلادي، مع العلم بأن بعض أهل العلم يعتقدون بأنها قد تكون مجداف توجيه - وهو تفسير ممكن، نظرًا لأن هذا كان نموذجًا لقارب نهري كان يتم غالبًا قطره أو ربطه بعامود.
ولبعض الوقت في ما بين القرنين الثالث عشر والخامس عشر، أدرجت الكثير من سفن الينك الدفات «المنوفذة» (دفات بثقوب كبيرة على هيئة ماسات)، وعلى الأرجح كانت تُستخدم للتخفيف من القوة اللازمة لتوجيه الدفة.
ويذكر أن الدفة هي أقوى جزء في سفينة الينك. في كتاب التشنونج كايوا «استغلال أعمال الطبيعة» (1637)، كتب سونغ ينغ زنغ، «كان عامود الدفة يُصنع من خشب الدردار، أو خشب اللانغمو أو من التشومو». ويُشيد المؤلف المعاصر لأسرة مينج أيضًا بقوة خشب اللانغمو حيث كتب «إذا أمكن للمرء استخدام خيط حريري واحد لرفع ألف جّن أو تحمل وزن انهيار جبل».

#### المقصورات المنفصلة
ومن السمات الأخرى لسفن الينك، المقصورات أو الحواجز الداخلية، التي زادت من قوة السفينة، وأبطأت الفيض في حالة الثقب. وتمت الكتابة عن السفن المصنعة بهذه الطريقة في كتاب تشو يو طاولة محادثات بينغ زاو، المنشور حوالي عام 1119 ميلاديًا أثناء حكم أسرة سونغ. ومجددًا، تم الإشادة بهذا النوع من البناء للسفن الصينية على يد الرحالة المُسلم المغربي البربري الجوالة ابن بطوطة (1304-1377 م)، الذي وصفها بقدر كبير من التفصيل (راجِع تكنولوجيا أسرة سونغ). على الرغم من أن بعض المؤرخين شككوا في إذا ما كانت المقصورات مانعة للماء أم لا، فيعتقد معظمهم بتواجد المقصورات المانعة للماء في سفن الينك الصينية. وكل حُطام السفن المُكتشفة حتى الآن بها ثقوب مرنة، التي تتواجد في قاعدة الحواجز العرضية، تسمح بتصريف الماء الموجود في كل مقصورة للمقصورة السفلى، مما يسهل عملية رفع المياه. وهي تختلف عن ثقوب الفيض الحرة التي عُثر عليها في المقصورات الأولى والأخيرة فقط. وتُشير الأدلة الموجودة في حُطام السفن إلى إمكانية سد هذه الثقوب المرنة، إما للسماح بحمل الحمولات السائلة أو لعزل مقصورة بها تسرب منتشر.
كتب بنجامين فرانكلين (Benjamin Franklin) في رسالة لعام 1787 بخصوص مشروع توصيل رزم البريد بين الولايات المتحدة وفرنسا.:
بما أن هذه السفن غير مصممة لتثقل بالبضائع، يمكن أن يتم تقسيم الحمولة بدون متاعب على حجرات منفصلة، وفقًا للأسلوب الصيني، وتُسد كل حجرة بقوة لإبقاء المياه خارجها.— بنجامين فرانكلين، 1787.

في عام 1795، قام السيد صامويل بنثام (Samuel Bentham)، مفتش البحرية الملكية لترسانات بناء السفن، ومصمم ست سفن شراعية جديدة، بالمجادلة لصالح تَبني «المقصورات المساهمة في قوة، وسلامة السفينة ضد الغرق، كما يُمارس من قِبل الصينيين في العصر الحالي». ولم يتم تبني فكرته. وكان بنثام متواجدًا في الصين عام 1782، وأقر بأنه حصل على فكرة المقصورات المانعة للتسرب عن طريق النظر إلى سفن الينك الصينية الموجودة هناك. وكان بنثام صديقًا لـإسامبارد برونيل (Isambard Brunel)، ولذا من الممكن أن يكون له تأثير ما على تبنى برونيل للحواجز الطولية، المُعَززة الموجودة في السطح السفلي لـإس إسجريت برتن. وبحلول هذا الوقت، قام بَثَام بتَصميم وبِنَاء بارجة مقسمة للاستخدام على نهر الفولغا، لذا من الواضح أن فكرة تقسيم هيكل السفينة عرضيًا كانت تدور بخاطره. ومما يوضح هذه النقطة أكثر، أن هناك فرق كبير جدًا بين الحواجز العرضية في البناء الصيني، التي لا توفر تعزيزًا طوليًا، والحواجز الطولية التي تبناها برونيل، المستوحاة تقريبًا من هندسة الجسور حيث إنه كان ضليعًا هو ومعاصروه في ابتكار بناء السفن الحديدية.
وطبقًا للعديد من المصادر الأولية الأجنبية التي تُلمح بوجود مقصورات فعلية مانعة للماء في سفن الينك الصينية، اقترح مؤرخون مثل جوزيف نيدام (Joseph Needham) أن الثقوب المرنة كانت تُسَد، كما ذُكر أعلاه في حالة وجود تسرب. وفي صفحة 422 من كتاب العلم والحضارة في الصين القديمة:، يُعالج القضية المنفصلة تمامًا عن مقصورات الفيض الحرة.
الحقيقة المثيرة للإهتمام المعروفة بشكل أقل هي أنه في بعض أنواع المراكب الصينية الصغيرة، كانت الحجرات الأمامية (وبشكل أقل تكررًا في تلك الخلفية أيضًا) تُصنع حرة الفيض. وكان يتم عمل الثقوب عن عمد في ألواح الأرضيات. هذه هي الحالة مع مراكب الملح التي تندفع مع التيار من زوليوشنغ في تسيتشوان، ومراكب بحيرة بويانغ على هيئة الجندول، والعديد من سفن الينك الأخري العابرة للبحار. ويقول بحارة سفن تسيتشوان أن هذا يقلل من مقاومة المياه إلى أدني المستويات، وأنه من المؤكد أن هذا الأمر يخفف الصدمات الناتجة عن الدق عندما يتلاعب القارب بشدة في المنحدرات النهرية، حيث أنها تتحصل على وتتخلص من المياه العاملة بدور الثقل الموازن بسرعة في أكثر الأوقات ملائمة لمحايدة العصف عند الجذع والمؤخرة. ويقول البحارة أنها تمنع سفينة الينك من القفز مع الرياح. وقد تكمن الحقيقة في نهاية القصة القادمة، المتعلقة بليو تشينغ شو (Liu Ching-Shu) من القرن الخامس، في كتابه «أنا يوان».(حديقة الأشياء الغريبة)
في فو نان (كمبوديا) يُستخدم الذهب دائمًا في المعاملات. ذات مرة كان هناك (بعض الأشخاص) الذين قاموا بتأجير قارب للذهاب من الشرق للغرب القريب والبعيد، ولأنهم لم يصلوا لوجهتهم عندما حل موعد دفع الجنيه (الذهبي) الذي تم الإتفاق عليه. قاموا بطلب تقليل المبلغ (الذي سيتم دفعه). فقام سيد السفينة عندها بلعب حيلة عليهم. فقد قام (كما تبين) بالسماح للماء بالدخول لقاع السفينة، التي بدا أنها على وشك الغرق، وبقي ثابتًا، لا يتحرك للأمام ولا للخلف. وكان جميع الركاب في حالة من الرعب، وأتوا لتقديم عروض. فرجع القارب (بعدئذ) لحالته الأصلية.
مع ذلك، يبدو أن الأمر تضمن فتحات يمكن التحكم بها، وأن الماء تم ضخه بعدها. وكان يُنفذ هذا الأمر بسهولة في الصين (ولا يزال واردًا في قوانغدونغ وهونغ كونغ)، ولكن عُرفت العملية في إنجلترا أيضًا، حيث كان يُطلق على الحجرة «البئر الرطب»، والقارب الذي يحتويها يُطلق عليه، «سماك البئر». إذا كان التقليد صحيحًا في أن مثل هذه القوارب تواجدت في أوروبا منذ 1712 فإذًا من الممكن أيضًا أن يكون مبدأ الحاجز الصيني تم تقديمة مرتين، أولاً لقوارب الصيد الساحلية الصغيرة في أواخر القرن السابع عشر، وللسفن الكبيرة بعد ذلك في قرن لاحق. مع ذلك، غالبًا ما كانت البئر الرطبة نوعًا من الإختراع المتوازي، بما أن طريقة صنعها مختلفة كثيرًا عن تلك المستخدمة في سفن الينك الصينية، وعادة ما تكون البئر الرطبة غير محتلة للعرض الكامل للسفينة، ولكنها تحتل الجزء الأوسط فقط من الهيكل، على أي جانبي السفينة.

#### عارضة الرياح والعارضة المركزية
يتم استخدام عارضة الرياح والعارضة المركزية لحفظ توازن الينك وتحسين قدرتها على الإبحار عكس الريح، وتم توثيق ذلك في كتاب لي تشون (Li Chuan) لعام 759 ميلادية. وغالبًا ما يتم استخدام عارضة خنجرية أمامية على هيكل سفينة الينك، وهي التي تسمح بحرية القسم المركزي من الهيكل من جذع العارضة، بما يسمح بتوفير مقصورات أكبر للشحن. وبما أن العارضة الخنجرية تقع بعيدًا في الأمام، فيجب أن تستخدم الينك دفة متوازنة لمواجهة اختلال التوازن المقاوم للجانبية.
وتضمنت الابتكارات الأخرى منصة مربعة لـمضخة الماء الآسن، التي تم تبنيها من قِبَل الغرب أثناء القرن السادس عشر للعمل على الشاطئ، وأما مضخة السلاسل الغربية، التي تم تبنيها للاستخدام على متن السفن، فكانت مشتقة من نوعٍ آخر. واعتمدت الجنك أيضًا على البوصلة للأغراض الملاحية. مع ذلك، وكما في حالة معظم سفن أي حضارة سابقة لأواخر القرن التاسع عشر، كانت دقة البوصلات المغناطيسية على متن السفينة، تعني أنها لم تُقدم الكثير للمساهمة في دقة الملاحة بواسطة طريقة التقدير الميتة لموقع السفينة.

## التاريخ
تعود أول سجلات ذُكرت فيها الينك إلى مراجع يعود تاريخها لـعهد أسرة هان (220 قبل الميلاد-200 ميلادية).

### سفن الينك في القرن الثاني (أسرة هان)
ويصف كتاب القرن الثالث «غرائب الجنوب» (南州異物志) لكاتبه وان تشن (Wan Chen) (萬震) سفن الينك القادرة على حمل 700 فرد معًا، بالإضافة إلى 260 طنًا من الحمولات («أكثر من 10,000 «斛»). ويشرح تصميم السفينة كالآتي:
لا تواجه الأشرعة الأربعة الأمام بشكل مباشر، ولكنها موضوعة بشكل غير مباشر، ومرصوصة بحيث يمكن تثبيتها كلها في الإتجاه المماثل، لاستقبال الرياح وصرفها.  وتقذف الأشرعة الموجودة خلف الشراع المواجه لمهب الريح الذي يستقبل معظم ضغط الهواء، من واحد لأخر، حتي تستفيد كلها من قوتها.  وإذا كانت عنيفة، يتم تقليل أو زيادة حجم سطح الشراع (من قبل البحارة) حسب الظروف.  هذا التلاعب غير المباشر، الذي يسمح للأشرعة بإستقبال نسمة الهواء من بعضها البعض، يتحاشي القلق المصاحب لوجود صوار عالية. وبذلك تُبحر هذه السفن بدون تجنب الرياح العاتية أو الأمواج القوية، التي يمكن بمساعدتها الوصول إلي سرعات هائلة — وا تشن (Wa Chen)، 

كما يصف كتاب يعود للعام 260 ميلاديًا للكاتب كانغ تاي (Kang Tai) (康泰) سفن بسبع صواري، تسافر بعيدًا لتصل حتى سوريا.

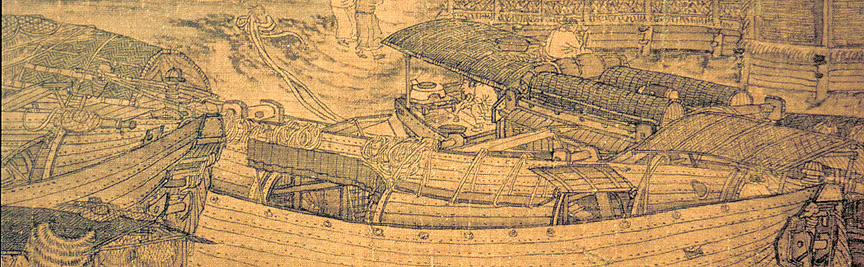
تفاصيل سفينة في كتاب على طول النهر خلال مهرجان تشينغمينغ، للكاتب تشانغ زيدوان (1085–145).

### سفن الينك من القرن العاشر حتى القرن الثالث عشر (أسرة سونغ)
قامت سونغ التجارية العظيمة بتوظيف سفن الينك على نطاقٍ واسع. وأصبحت القوة البحرية لسونغ، التجارية والحربية، بمثابة العمود الفقري للقوة البحرية الخاصة بأسرة يوان اللاحقة. ولا سيما في الغزو المغولي لليابان (1274–84)، كما في الغزو المغولي لجاوة، الذي اعتمد بشكل أساسي على قدرات سونغ البحرية المكتسبة مؤخرًا.

### سفينة الينك في القرن الرابع عشر (أسرة يوان)

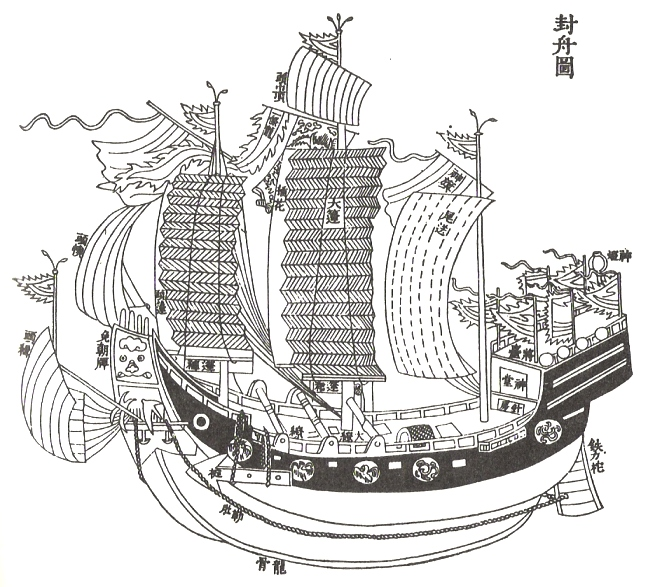
الينك في أسرة مينج من القرن الخامس عشر،فنجتشو

تُوصف الأبعاد العملاقة للسفن الصينية لحقبة القرون الوسطى في المصادر الصينية، ويؤكد عليها الرحالة الغربيين للشرق، مثل ماركو بولو (Marco Polo)، وابن بطوطة، ونيكولو دي كونتي (Niccolò da Conti). وفقًا لابن بطوطة، الذي زار الصين عام 1347:
وتحمل السفينة ما يوازي الألف رجل، منهم ستمائة بحار وربعمائة رجل مسلح، منهم الرماة، والرجال أصحاب الدروع والنشابيات، الذين يرمون النفط.  ويتبع كل سفينة كبيرة ثلاثة سفن أصغر منها، «النصف»، و«الثلث»، و«الربع». ويتم بناء هذه السفن في مدينتي زيتون «المعروفة أيضًا بأسم «زايتون»؛ تشيوانتشو اليوم؛ (刺桐) وسين كالان. ولتلك السفن أربعة أسطح تحتوي على الغرف، والكبائن، والصالونات للتجار؛ وللكابينة غرف خاصة ومرحاض، ويتم قفلها بمعرفة قاطنيها.

### سفن الجنك من القرن الخامس العشر حتى القرن السابع عشر (أسرة مينج)

#### بعثة تشنغ خه

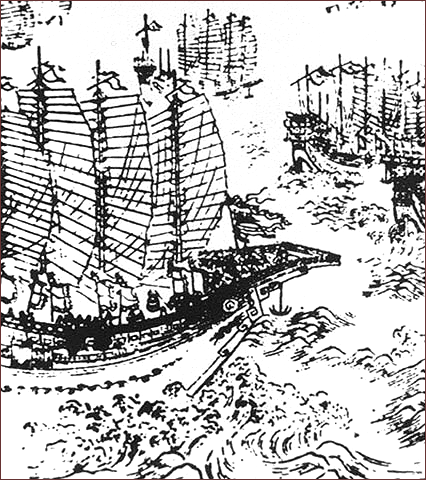
صورة خشيب صينية من أوائل القرن السابع عشر، والتي يُعتقد أنها تُمثل سفن تشنغ خه

ربما تكون أكبر سفن جنك بُنيت على الإطلاق هي سفن تشنغ خه، التي بُنيت لبعثاته في المحيط الهندي.
وأبعاد سفن تشنغ خه المذكورة وفقًا للتاريخ الصيني لا يتفق عليها أهل العلم المعاصرون (انظر أدناه):
- سفن الكنز ، المستخدمة من قِبَل القائد العام للأسطول ونوابه (سفن ينك بتسعة صوارٍ، يَدعي المينج شي أن طولها حوالي 420 قدمًا وعرضها حوالي 180 قدمًا).
- سفن الخيل، التي تحمل بضائع الجزية ومواد إصلاح الأسطول (سفن ينك بثمانية صواري، حوالي 340 قدمًا طولاً و140 قدمًا عرضًا)
- سفن المؤن، التي تحتوى على طعام الطاقم (سفن ينك بسبعة صوارٍ، حوالي 260 قدمًا طولاً و115 قدمًا عرضًا).
- ناقلات الجنود (سفن ينك بستة صواري، حوالي 220 قدمًا طولاً و83 قدمًا عرضًا).
- سفن فوتشان الحربية (سفن ينك بخمسة صواري، حوالي 165 قدمًا طولاً).
- قوارب الدوريات (بثمانية مجاديف، حوالي 120 قدمًا طولاً).
- ناقلات المياه، بمخزون شهر واحد من الماء العذب.

بعض البحوث التي أجريت مؤخرًا تشير إلى أن الطول الحقيقي لأكبر سفينة كنز قد يكون بين 390–408 قدم (119–124 متر) طولاً و160–166 قدم (49–51 متر) عرضًا، في حين أن الآخرين يقدرونه بحوالي 200–250 قدم (61–76 متر) طولاً.

#### غزو تايوان
في عام 1661، وصل أسطول بحري من 400 سفينة ينك و25,000 رجل بقيادة تشنغ تشنغ قونغ (Cheng Ch'eng-kung في ويد–جيلز، المعروف في الغرب بـكوكسنغا) من القادة الموالين لأسرة مينج، إلى تايوان لطرد الهولنديين من زيلانديا. وبعد حصار دام تسعة أشهر، استولى تشنغ على الحصن الهولندي فورت زيلانديا. وتم التوقيع على معاهدة سلام بين كوكسنغا والحكومة الهولندية في قلعة زيلانديا في يوم 1 من فبراير 1662، وأصبحت تايوان قاعدة كوكسنغا لـمملكة تونغنينغ.

### روايات رحالة القرون الوسطى

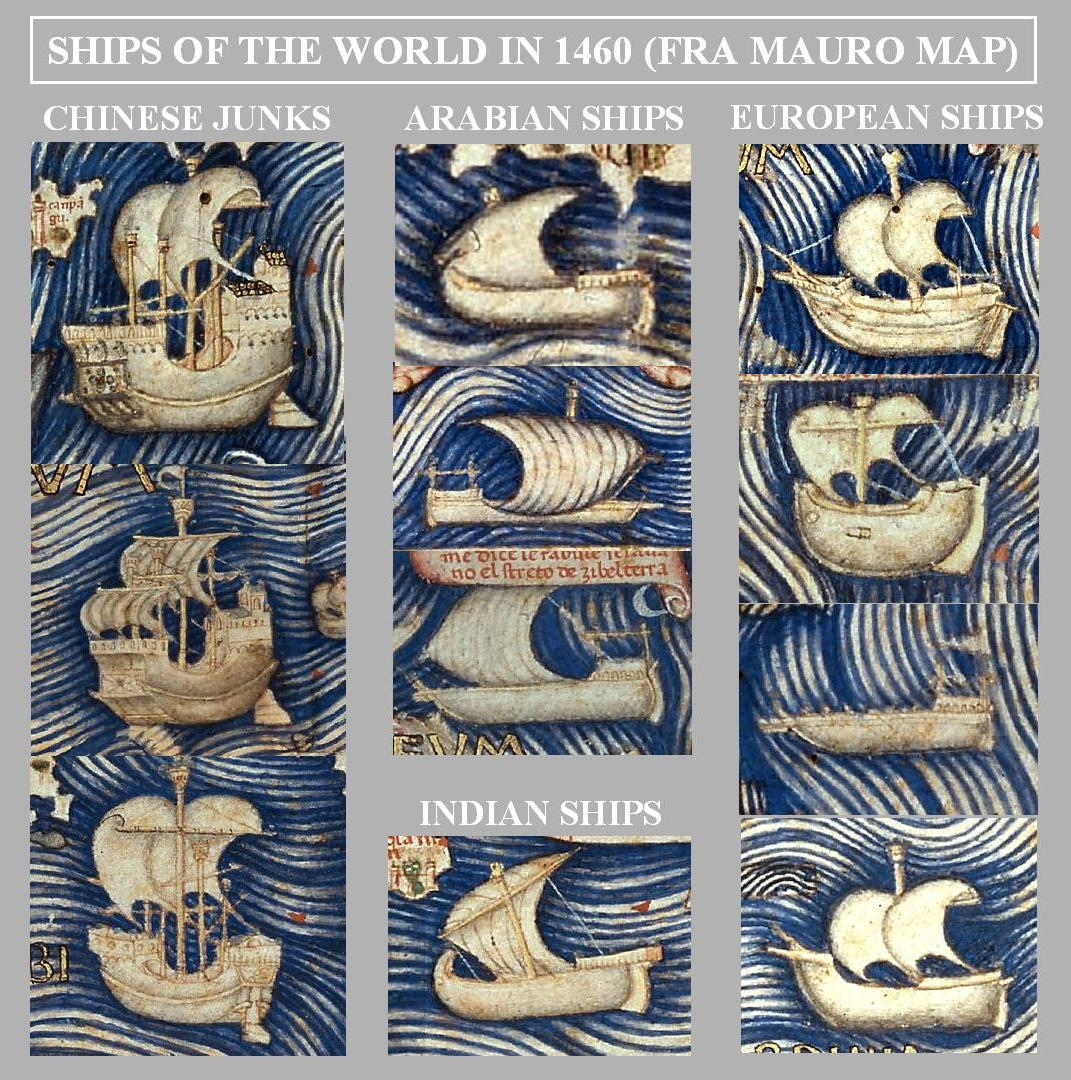
سفن العالم في 1460، وفقًا لخريطة فرا ماورو. وصِفَت سفن الينك الصينية بأنها سفن كبيرة جدًا، بثلاثة أو أربعة صوارٍ.

وفي علاقات نيكولو دي كونتي من رحلاته في آسيا ما بين عام 1419 وعام 1444، يصف واقعيًا سفن ينك ضخمة تزن حوالي 2,000 طن:
إنهم يصنعون سفن أكبر من خاصتنا، بوزن 2,000 طن تقريبًا، وبخمسة أشرعة وصواري. ويُصنع الجزء السفلي من ثلاثة أسطح، حتي تتمكن من مقاومة العواصف بشكل أفضل، والتي تهب بكثرة. وتنقسم هذه السفن إلي العديد من الحجرات، حتي إذا ما مست إحداها العاصفة، تبقي باقي الحجرات سليمة — نيكولو دا كونتي، 

وفي عام 1456، تصف خريطة فرا ماورو تواجد سفن الينك في المحيط الهندي وطريقة بنائها:
السفن المسماة بالينك (حرفيًا  «زونكي") التي تُبحر عبر هذه البحار، لها أربعة صواري أو أكثر، ويمكن رفع أو إنزال بعضها، ولها ما بين 40 إلي 60 كابينة للتجار وذراع قيادة واحد فقط. ويمكنها الإبحار بدون بوصلة، لأن لها منجم، والذي يقف على الجانب وبإستخدام الأسطرلاب، يعطي الأوامر للملاح.— (نص من خريطة فرا ماورو، 09-P25، 

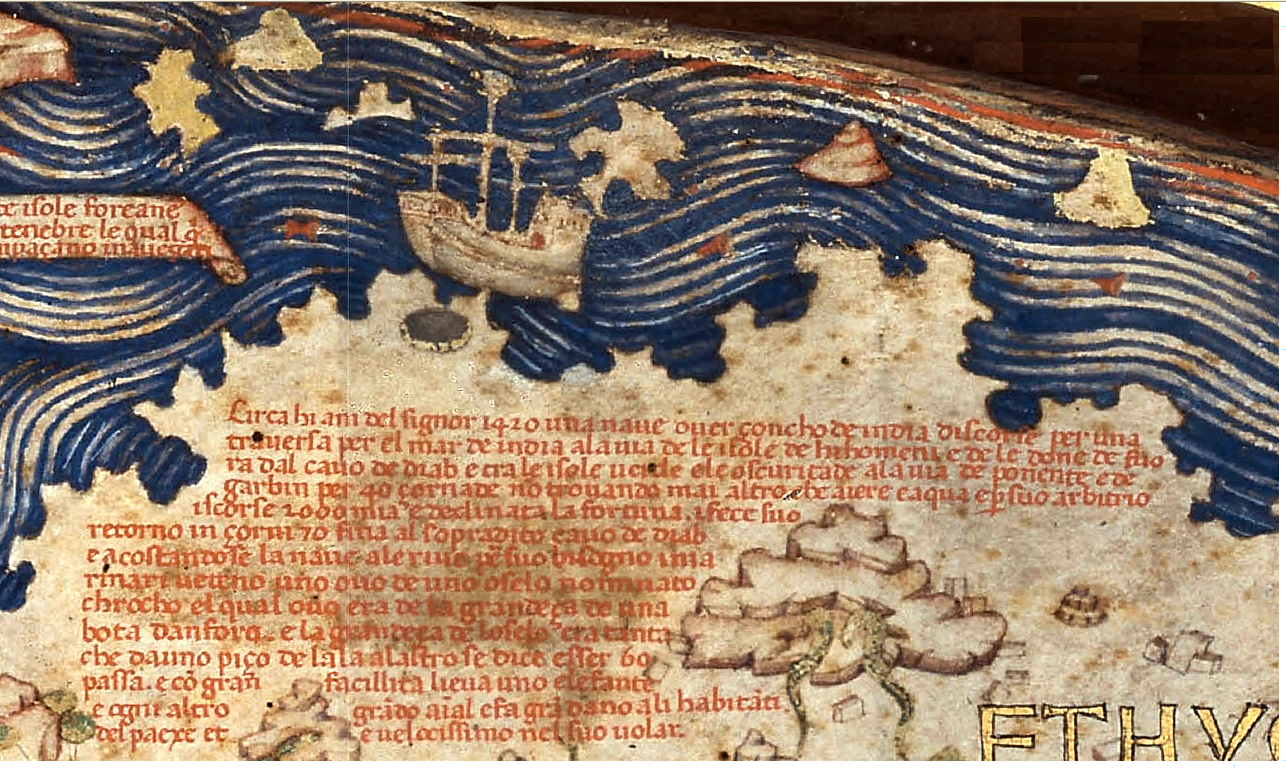
تفاصيل من خريطة فرا ماورو المتعلقة بسفريات الينك في المحيط الأطلسي في 1420. ويتم توضيح السفينة فوق النص أيضًا.

كما توضح فرا ماورو أيضًا بأن إحدى سفن الينك قامت بالدوران حول رأس الرجاء الصالح وسافرت بعيدًا في المحيط الأطلسي، في 1420:
في حوالي العام 1420 من ميلاد سيدنا، سفينة أسيوية تُسمي «الينك» الأسيوي (حرفيًا  «زونكو الهند")، أثناء عبور بحر الهند تجاه «جزيرة الرجال والنساء»، انحرفت إلي ما بعد «رأس دياب» (الموضح باسم رأس الرجاء الصالح على الخريطة)، عبر «الجزر الخضراء» (حرفيًا  «إيزولا الأخضر»، جزر الرأس الأخضر)، إلي «بحر الظلمات» (المحيط الأطلسي) في الطريق للغرب والجنوب الغربي. ولم تتم رؤية أي شىء غير الهواء والماء لمدة 40 يومًا وطبقًا لتقديراتهم، فقد سافروا لمسافة 2,000 ميل وتخلي عنهم الحظ. وعندما هدأ التوتر المناخي عادوا إلي «رأس دياب» المزعوم في 70 يومًا وعندما اقتربوا من الشاطىء للحصول على الإمدادات المطلوبة، رأي البحارة بيضة طائر يُسمي الرخ، الذي له بيضة كبيرة في حجم الأمفورة. — نص من خريطة فرا ماورو، 10-A13، 

#### التجارة الآسيوية

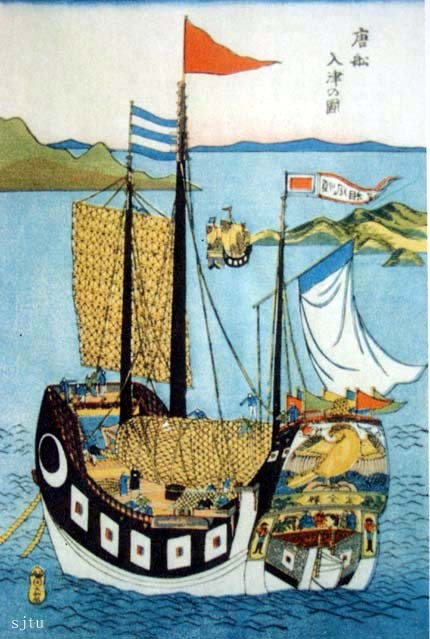
سفينة ينك صينية في اليابان، في بداية فترة ساكوكو (1644-1648 صورة خشيب يابانية)

استُخدِمَت سفن الينك الصينية على نطاقٍ واسع في التجارة الآسيوية أثناء القرن السادس عشر والقرن السابع عشر، وخاصة لجنوب شرق آسيا واليابان، حيث كانت تنافس مع سفن الختم الأحمر اليابانية ،وسفن الكاراك البرتغالية، والغليون الهولندية. وقام ريتشارد كوكس (Richard Cocks) رئيس مصنع التجارة الإنجليزي في هيرادو، اليابان، بتسجيل من 50 إلى 60 سفينة ينك صينية زاروا ناغاساكي في عام 1612 وَحدَه.
وغالبًا ما كانت سفن الينك هذه بثلاثة صوارٍ، وتختلف ما بين 200 و800 طن من حيث الوزن وكان لأكبرها حوالي 130 بحارًا، و130 تاجرًا، ومئات الركاب في بعض الأحيان.

### سفن الينك في القرن التاسع عشر (أسرة تشينغ)

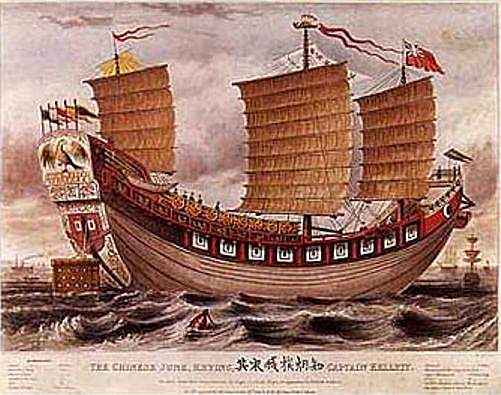
سافرت سفينة الينك كيينغ من الصين إلى الولايات المتحدة في الأعوام بين 1846 و1848.

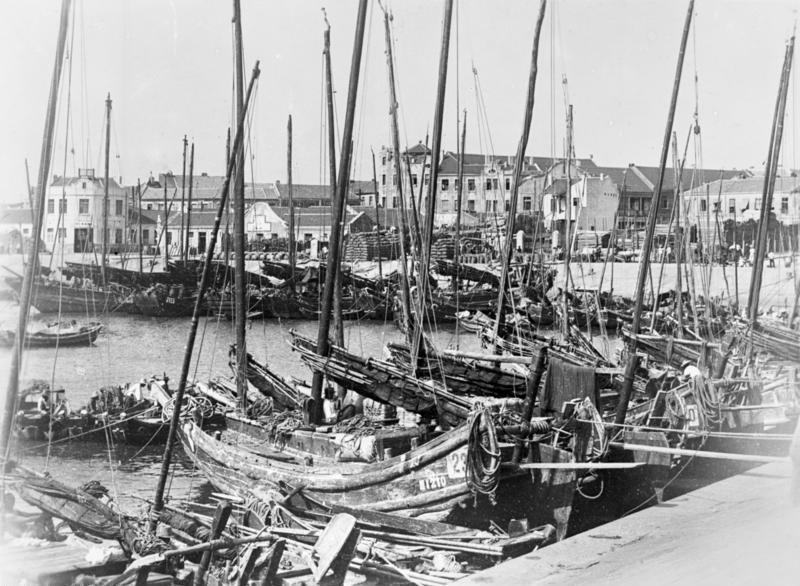
سفن الينك في ميناء تشينغداو (1898)

لعبت سفن الينك الكبيرة، العابرة للمحيطات دورًا هامًا في التجارة الآسيوية حتى القرن التاسع عشر. وواحدة من هذه السفن، كيينغ، أبحرت من الصين، حول رأس الرجاء الصالح إلى الولايات المتحدة وإنجلترا في الأعوام بين 1846 و1848. وتم تجهيز العديد من سفن الينك بالمدافع والأسلحة الأخرى، للأغراض البحرية أو القرصانية. وعادة ما كانت تُطلِق القوات البحرية الغربية على تلك السفن اسم «الينك الحربية» أو «الينك المسلحة»، عندما بدأت هذه السفن دخول المنطقة بشكل متكرر في القرن الثامن عشر. وخاض البريطانيون، والأمريكيون، والفرنسيون العديد من المعارك البحرية ضد سفن الينك الحربية في القرن التاسع عشر، خلال حرب الأفيون الأولى، وحرب الأفيون الثانية وفي فيما بينهم.

### سفن الينك في القرن العشرين

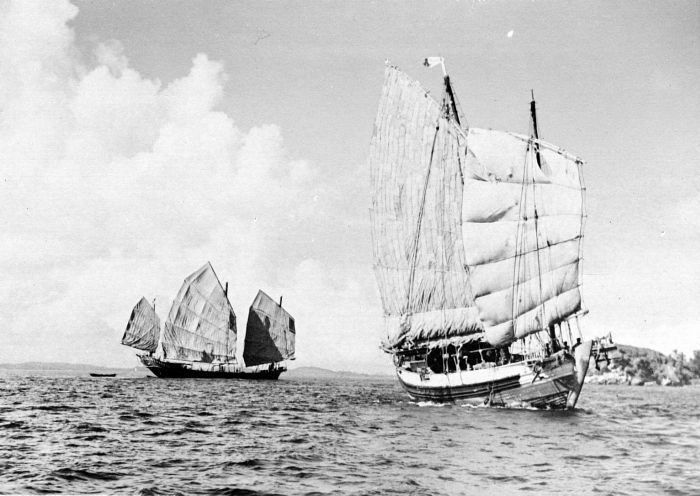
سفن الينك سن تونغ هينغ وتيك هوا سينغ في الهند الشرقية الهولندية (1936).

في عام 1983، قام إي ألين بيترسن (E. Allen Petersen) بالهرب من الجيوش اليابانية المتقدمة مبحرًا في سفينة ينك طولها 36-قدم (11 م)، اسمها هامل هامل من شنغهاي إلى كاليفورنيا بصحبة زوجته تاني (Tani) وروسيين أبيضين (موالين للقيصر). وفي عام 1939، فُقِد ريتشارد هاليبرتون (Richard Halliburton) وطاقمه في البحر أثناء إبحاره بسفينة ينك مشيدة خصيصًا، تنين البحر، من هونغ كونغ إلى المعرض العالمي في سان فرانسيسكو.
وفي عام 1955، أبحر ستة شباب بسفينة ينك شُيدت على أسلوب أسرة مينج من تايوان إلى سان فرانسيسكو. وتم تصوير رحلة الأربعة أشهر على متن السفينة الصين الحرة في فيلم، ووصلت أخبار وصلوها إلى سان فرانسيسكو على الصفحات الأولى من الصحف الدولية. وقد رأى الأصدقاء الصينيون الخمسة إعلانًا لسباق يخوت دولي عبر المحيط الأطلسي، واستغلوا فرصة المغامرة. وانضم إليهم نائب قنصل الولايات المتحدة لدى الصين في ذلك الوقت، والذي كُلف بتصوير الرحلة في فيلم. وتَحَمل الطاقم الأعاصير والعثرات، وهو طاقم لم يسبق له أن أبحر بسفينة ينك عمرها قرن، وتعلموا أثناء الطريق. وشمل الطاقم رينو تشن (Reno Chen)، وبول تشاو (Paul Chow)، ولوو-تشي هو (Loo-chi Hu)، وبيني هسو (Benny Hsu)، وكالفين مهليرت (Calvin Mehlert)، تحت قيادة القبطان ماركو تشونغ (Marco Chung). وبعد رحلة 6,000 ميل (9,700 كم)، وصلت الصين الحرة وطاقمها لخليج سان فرانسيسكو في ضباب يوم 8 أغسطس لعام 1955. بعد ذلك بوقت قصير ظهرت اللقطات في فيلم رحلات تلفزيون شركة الإذاعة الأمريكية (ABC) رحلة جريئة. الذي استضافه جون ستيفنسون (John Stephenson) ورواه ملاح السفينة بول تشاو، وأَبرَز البرنامج مغامرات وتَحديات إبحار الينك عبر المحيط الهادئ، كما أبرز بعض اللحظات المضحكة على متن السفينة.
وفي عام 1959، أبحرت مجموعة من الرجال كاتالان، بقيادة خوسيه ماريا تاي (Jose Maria Tey) من هونغ كونغ إلى برشلونة على متن سفينة الينك المُسَماة روبيا. ورست سفينتهم بعد رحلتهم الناجحة، لتصبح موقع جذب سياحي عند نهاية ميناء برشلونة، بالقرب من مكان تقابل شارع لا رامبلا بالبحر. وكانت ترسو بشكل دائم جنبًا إلى جنب مع النسخة المزعومة من سفينة كولومبوس الشراعية «سانتا ماريا» خلال حقبة الستينيات وجزء من حقبة السبعينيات.
وفي عام 1960، أبحر اللفتنانت كولونيل هربرت جورج «بلوندي» هاسلر (Lt. Col. Herbert George «Blondie» Hasler)،(هربرت هاسلر)، وسام الخدمة الموقر (DSO)، ووسام الإمبراطورية البريطانية (OBE)، (27 فبراير 1914 - 5 مايو 1987)، في أول سباق فردي لمراقبة الأطلسي (OSTAR) من بليموث إلى نيويورك. وكان اسم اليخت قارب شعبي، الخاص به هو جيستر، الذي كان أحد أصغر القوارب في السباق بطول 25-قدم (7.6 م).
واعتمدت الجيستر على تجهيزات الينك للحد من الجهد البدني المطلوب للتعامل بيد واحدة مع التجهيزات التقليدية. وتمت زيادة وسائل السلامة، حيث سمحت تجهيزات الينك بالقدرة على التحكم في الأشرعة من سلامة موقع فتحة التحكم المركزية. وأدرك هاسلر أنه يمكن أن يُبحر بـجيستر عبر الأطلسي من دون مغادرة المقصورة. وحصل هاسلر على المركز الثاني في جيستر، مستغرقًا 48 يومًا لعبور المحيط الأطلسي.
وفي عام 1968، أبحر بيل كينج (Bill King) بمركب ينك شراعي في السباق المثير للجدل، سباق الغولدن غلوب للصانداي تايمز.

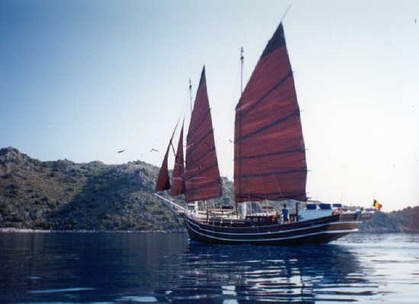
سفينة الينك الماليزية التقليدية بيلبو (1997)

وفي عام 1985، طلب البلجيكي فرانسيس كليمنت (Francis Clément) سفينة ينك مالاوية تقليدية «بينيس» بطول 55 قدمًا، من عند التشي علي بن نقه (Che Ali Bin Ngah) (نجار القوارب التشنغالي)، على جزيرة دويونج (ترغكانو) ماليزيا. وفي عام 1995، تم إطلاق القارب (بيلبو) ووصل أخيرًا لتركيا عام 1997، بمساعدة 5 فرق بحارة إيطاليين. وترسو اليوم بيلبو في مارينا سيتور كوساداسي بتركيا.،
وقد ظهر عدد متزايد من التصاميم الحديثة للقوارب الشراعية الترفيهية المجهزة مثل الينك، مثل تصميم مجموعة بينفورد البادجر المعروف من كتاب آني هيل (Annie Hill) بعنوان الترحال بدخلٍ صغير. ولدى توم ماكنوتون (Tom MacNaughton) من مجموعة ماكنوتون العديد من تصاميم الينك الشعبية.
للرحلات الطويلة بطاقم قليل، بساطة تجهيزات الينك من حيث البناء، والصيانة، والتعامل، بما يجعلها بديلًا هامًا للتصاميم الأكثر انتشارًا. أبرز ما يُلاحَظ هو درجة الأمان التي تتبع طريقة ثني الشراع شديدة البساطة، والتي تظهر أهميتها مع وجود طاقم قليل وأحوال متدهورة، لأنها تقلص الحاجة للعمل على السطح والتعرض للأجواء السيئة. والبناء البسيط يعني تكاليف أقل وتصليحات أبسط.

## اقرأ أيضا
- لقاء السفينة سفينة نوح

## وصلات خارجية
- World of Boats (EISCA) Collection ~ Keying II Hong Kong Junk
- China Seas Voyaging Society
- The Free China, homepage of one of the last remaining 20th century junks, with video.
- The Junk and Advanced Cruising Rig Association, The JRA